# Liste der österreichischen Gesandten in Hessen-Darmstadt
Liste der österreichischen Gesandten im Großherzogtum Hessen (Hessen-Darmstadt).

## Gesandte
1853: Aufnahme diplomatischer Beziehungen
- 1853–1865: Franz von Lützow (1814–1897)
- 1865–1866: Adolph von Brenner-Felsach (1814–1883)
- 1866–1868: vakant
- 1868–1870: Karl Ludwig von Bruck (1830–1902)
- 1870–1872: Albin von Vetsera (1825–1887)
- 1872–1918: Resident in Stuttgart

1918: Aufhebung der Gesandtschaft am 11. November